# Téléski
Pour le sport nautique, voir Téléski nautique.

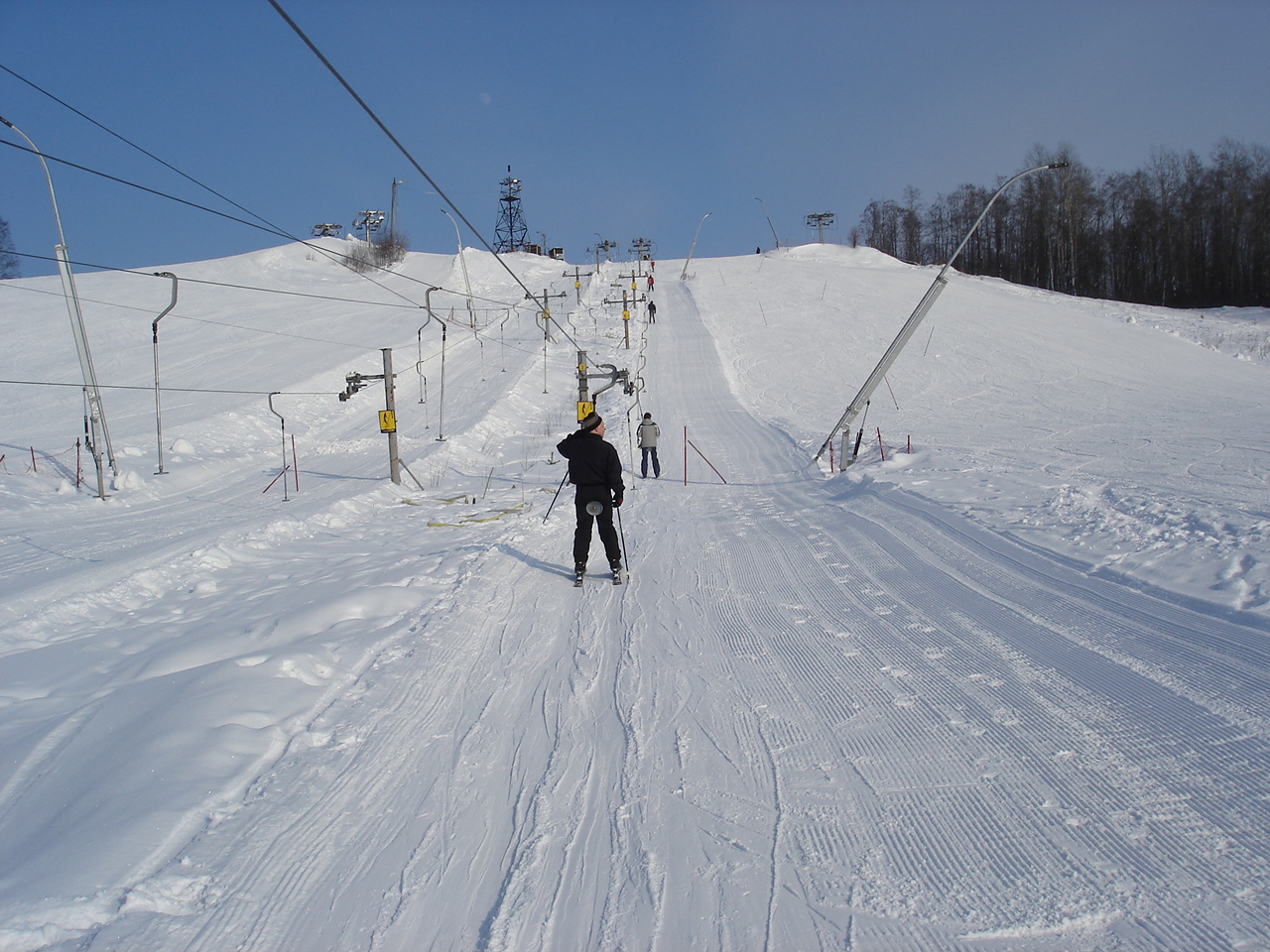
Ligne d'un téléski avec skieurs remontant la pente

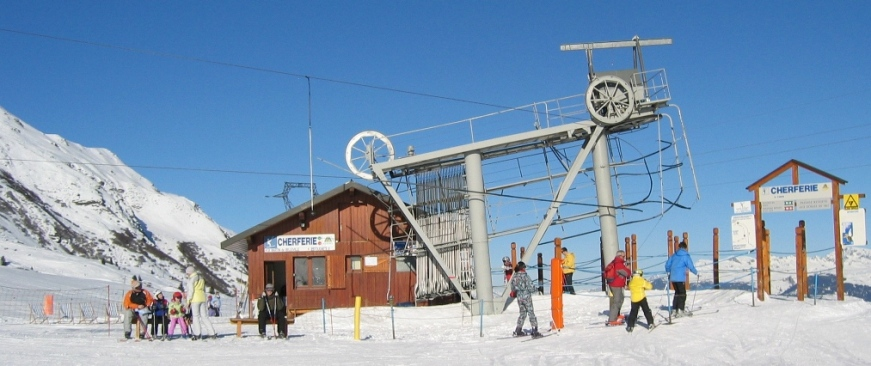
Gare de départ d'un téléski débrayable à Méribel, Savoie, France

Un téléski, un remonte-pente, ou familièrement un tire-fesses, est une remontée mécanique pour skieurs. Son principe consiste à tirer le skieur vers le sommet en le laissant glisser sur la neige tout le long du terrain, au moyen d'une perche tractée par un câble tournant. Le plus souvent le skieur passe entre ses jambes un agrès (perche ou enrouleur) généralement terminé par une rondelle. Ce type d'installation nécessite donc l'aménagement et l'entretien pour le ski de l'ensemble de l'itinéraire situé directement sous le câble montant.

## Histoire

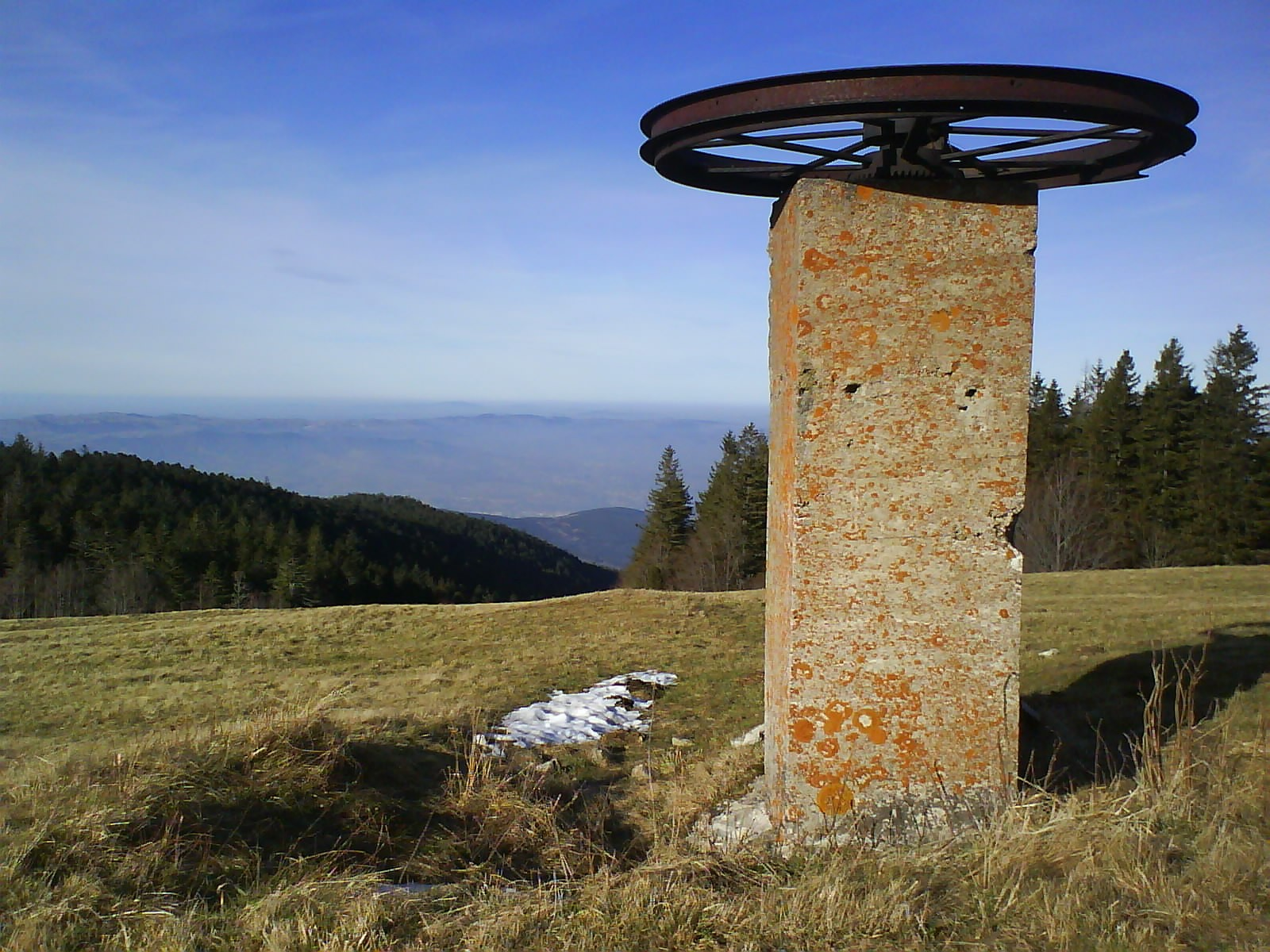
La Jasserie, téléski de Panisset

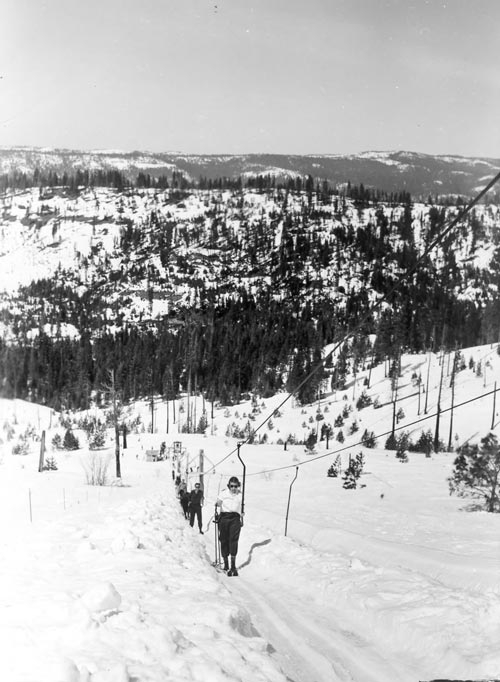
J-bar dans la forêt Stanislaus, en Californie

Les traces connues du premier téléski remontent à 1908 en Forêt-Noire (Allemagne). Robert Winterhalder, patron de l’établissement thermal de Schollach, au nord de Titisee-Neustadt, y construit un remonte-pente, le télétraineau, d'abord destiné à remonter les sacs de céréales, qu'il met très vite à disposition des lugeurs et skieurs (l'appareil pouvant tracter les deux). L'appareil est long de 280 mètres, dispose de 5 pylônes en bois, et offre une dénivelée de 28 mètres.
Mais le téléski se développe réellement dans les années 1930, avec l'apparition du tourisme hivernal et la pratique du ski alpin. Les remontées mécaniques étaient jusqu'alors des engins lourds, téléphériques, funiculaires ou chemins de fer à crémaillère. Pour répondre au besoin nouveau et aider les skieurs à remonter la pente, on conçoit des engins plus légers, moins coûteux, et plus rapides d'installation.
En 1934, la société Adolf Bleichert & Co. installe sur les pentes du Bolgen près de Davos, selon le brevet de l'ingénieur Ernst Constam, le premier téléski à enrouleurs,. L'appareil sera rapidement suivi par d'autres réalisations dans toute l'Europe dès l'année suivante à Montgenèvre, Saint Moritz et Megève où est mis en service en décembre 1935 le remonte-pente de Rochebrune qui se partage, avec celui de La Féclaz et de Combloux, le titre de premier téléski de France.
Parmi les pionniers français, on peut citer le savoyard Gabriel Julliard qui met en service en 1935 son premier téléski à La Féclaz. Mentionnons aussi l'ingénieur du PLM, Charles Lenoble, qui est à l'origine du mot téléski, et qui, outre une installation à Combloux en 1935, livre également le téléski du Revard ou celui de la Côte à Chamonix-Mont-Blanc. Charles Rossat, un des premiers, avec le Suisse Beda Hefti, a imaginer un concept d'agrès désolidarisés du câble en gare aval, au col de Porte au lieu-dit « La Prairie » en février 1936. On peut également mentionner Jean Masson, qui dès la fin des années 1920 construit, sans succès cependant, un remonte-pente à va-et-vient à la Jasserie dans le massif du Pilat, et installe en 1937 un véritable téléski dont subsistent encore aujourd'hui les restes des gares de départ et d'arrivée.
En 1935, Jean Pomagalski, ingénieur et entrepreneur français d'origine polonaise, se lance également dans l'installation d'un remonte-pente à attaches fixes sur les pentes de l'Éclose, à L'Alpe d'Huez, en France. Il sera opérationnel en février 1936,. Le système fonctionnait à l'aide d'un pont de camion, d'un câble tendu entre des pylônes en bois, mû par un moteur thermique, et de perches en noisetier accrochées au câble par des attaches fixes. Il fut au départ l'objet de critiques des puristes qui continuaient à monter à l'aide de peaux de phoque. Ils surnommèrent par exemple le couloir du téléski « la piste des idiots ». Malgré ces critiques, le succès survint tout de même rapidement. Au bout d'un an, les commandes affluèrent des Alpes, du Massif central et des Pyrénées. L'entreprise Pomagalski va alors, durant des décennies, largement contribuer au développement du téléski en installant des centaines d'exemplaires, d'abord en France, puis à l'étranger, notamment aux États-Unis, où un téléski est aujourd'hui communément appelé un Pomalift.
Si le succès ne va jamais se démentir, c'est que Jean Pomagalski va s'attacher durant plusieurs années à améliorer le téléski, d'abord en inventant le démarrage progressif en incluant un amortisseur dans la partie haute de la perche, puis, avec son ami Pierre Montaz, en reprenant et améliorant l'idée de l'attache débrayable aboutissant, en 1944, à l'attache à douille toujours utilisée actuellement sur les téléskis à perches.
Si, en France, la perche débrayable remporte tous les suffrages, à l'étranger c'est le système à enrouleurs qui a la préférence des exploitants. Ce système a l'avantage de permettre des gares de départ plus compactes, à la mécanique moins complexe du fait de l'absence de débrayage.

### Remplacement progressif sur pistes importantes par des télésièges
Les grandes stations de ski ont aujourd'hui tendance à remplacer leurs téléskis par des télésièges, voire des télécabines, notamment pour désenclaver, et avoir un accès direct sur le haut d'une montagne par exemple, plus appréciés par une majorité de skieurs, à l'exception des installations pour débutants situées sur le front de neige ou des équipements sur glaciers.
En effet, le débit est beaucoup plus important, d'où des files d'attente moins longues, sur un télésiège pouvant contenir jusqu'à 8 skieurs par siège et atteindre jusqu'à 6 m/s, soit 21,6 km/h de vitesse linéaire pour les débrayables, et a fortiori un grand télécabine pouvant atteindre 7 m/s contenant 30 skieurs ou passagers, au lieu d'un, voire deux skieurs, par perche et n'avançant qu'à 3,5 m/s maximum, soit 12 km/h pour un téléski.
L'un des avantages du téléski peut être d'avoir moins froid sur certains versants que sur un télésiège en étant proche du sol en cas de conditions météorologiques défavorables, et de ne pas avoir à déchausser les skis avec un accès plus facile par rapport à un télécabine.

## Téléski débrayable

### Principe de fonctionnement

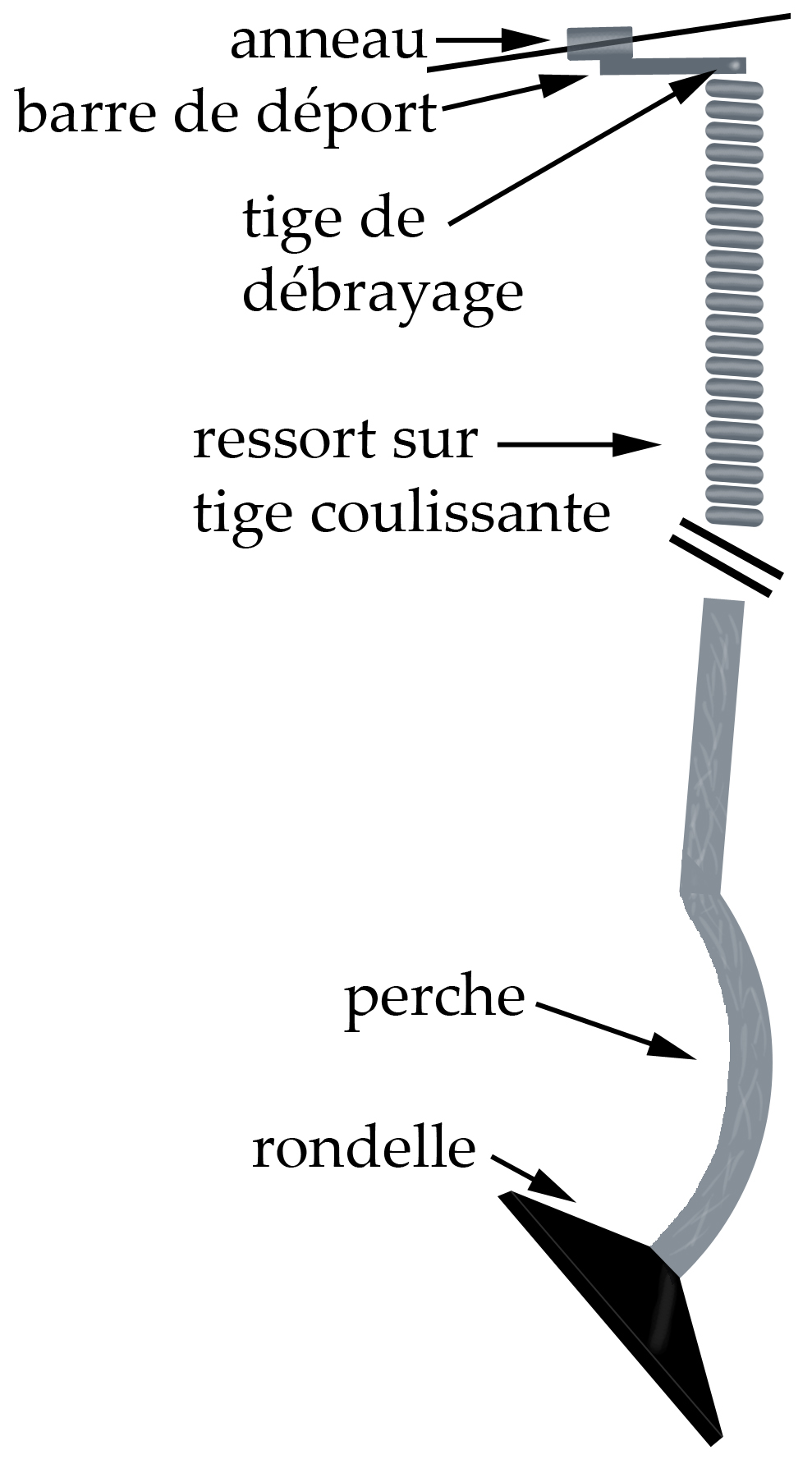
Schéma d'une perche de téléski

La perche d'un téléski à attache débrayable est constituée d'une sellette sobre, généralement constituée d'une simple rondelle de diamètre d'environ 30 centimètres, liée à un manchon en aluminium légèrement courbé pour s'adapter à la forme du corps humain. En Suisse, cette installation est couramment appelée assiette.
Ce manchon est lui-même solidaire d'un bras télescopique constitué d'une seconde tige en acier coulissant dans un ressort à spires jointives ou un tube de caoutchouc selon les modèles, bras amortissant les secousses au démarrage du téléski principalement. Ce bras est également présent sur un téléski simple, souvent de plus grande ampleur mais constitué cette fois-ci d'une ficelle et d'un enrouleur.

### Perches d'un téléski débrayable
La perche et son assise possèdent en partie haute un anneau composé d'une douille entourant le câble et d'une main en acier déportant la tension qui le relie au fil de traction permettant le débrayage du téléski et l'évitement des poteaux guidant le câble tout le long de la remontée.
Contrairement au télésiège, la douille fixée au sommet de la perche par des goupilles est un anneau tubulaire restant constamment autour du câble sans en sortir. Lorsque cet anneau est perpendiculaire au câble, ce dernier glisse librement à l'intérieur et la perche reste immobile. En revanche, lorsqu'il est incliné, il s'accroche par friction au câble en entraînant la perche. Le principe du téléski débrayable est celui de l'arc-boutement.
Pour mettre en œuvre ce principe, la perche est reliée à l'anneau par une petite barre d'une quinzaine de centimètres, placée parallèlement à l'axe de l'anneau. Cette barre est soudée d'un côté à l'anneau, de l'autre au bras télescopique et une petite tige. Ainsi la perche lourde tire sur la barre, ce qui a pour effet d'incliner l'anneau, qui accroche ainsi le câble. La perche se comporte alors comme sur un téléski simple.
Au point de départ du téléski, en station basse, l'anneau du haut des perches est désolidarisé du câble, puis suit une glissière légèrement descendante pour que les perches s'alignent au point de stockage où le skieur attrape les cannes pour partir.
La glissière évite aussi que les perches ne se croisent et ne s'emmêlent, ce qui arrive tout de même de temps en temps.
Lorsque le skieur attire la perche vers lui, il la positionne au niveau du rail, soulevant la tige sur laquelle le poids de la perche repose désormais. La barre étant de ce fait maintenue en position horizontale, l'axe de l'anneau n'est alors plus parallèle au câble et s'agrippe à celui-ci par simple inclinaison, embrayant la perche et tirant donc le skieur. Il existe plusieurs systèmes permettant le départ du skieur, par commande électrique de l'embrayage de la perche. L'un d'eux consiste à un capteur au sol prenant la forme d'une baguette, situé sur la ligne de départ, perpendiculaire à la piste. Le skieur vient pousser ce déclencheur avec ses pieds ou ses bâtons, entraînant l'embrayage de sa perche.
L'évitement des pylônes est obtenu par la souplesse du bras télescopique et par des écarteurs placés sur chaque pylône.

### Avantages et inconvénients entre perche et enrouleur
Les avantages d'un téléski à perches débrayables sur un téléski à enrouleurs sont :
- une facilité de prise en main de l'agrès, ne nécessitant pas d'attraper la perche en vol, mais de placer la perche entre les jambes enclenchant son embrayage,
- une remontée un peu plus rapide,
- une ligne autorisant facilement des virages, et
- une moindre consommation en période creuse, les perches restant stockées en magasin.

Les inconvénients : 
- un confort moindre avec un départ fréquemment brutal s'avérant déconcertant pour le débutant pouvant s'ensuivre d'une chute et quelques à coups sur les pylônes
- une station aval plus importante du magasin de stockage et bruyante avec le cognement de stockage au retour des perches,
- une moindre adaptation des perches au profil de pente (amplitude limitée au débattement de la perche), et un coût d'achat légèrement supérieur.

C'est principalement en France, que le téléski à perches débrayable s'est développé. Il y demeure de nos jours largement majoritaire.

Images des différents éléments d'un téléski
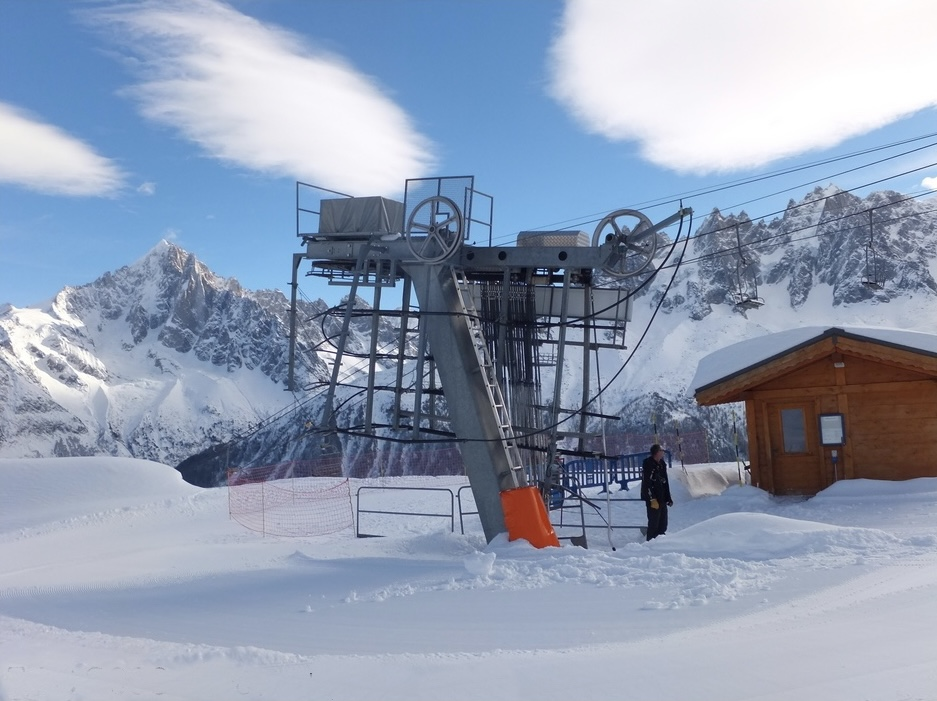
Gare aval de dernière génération Montagner
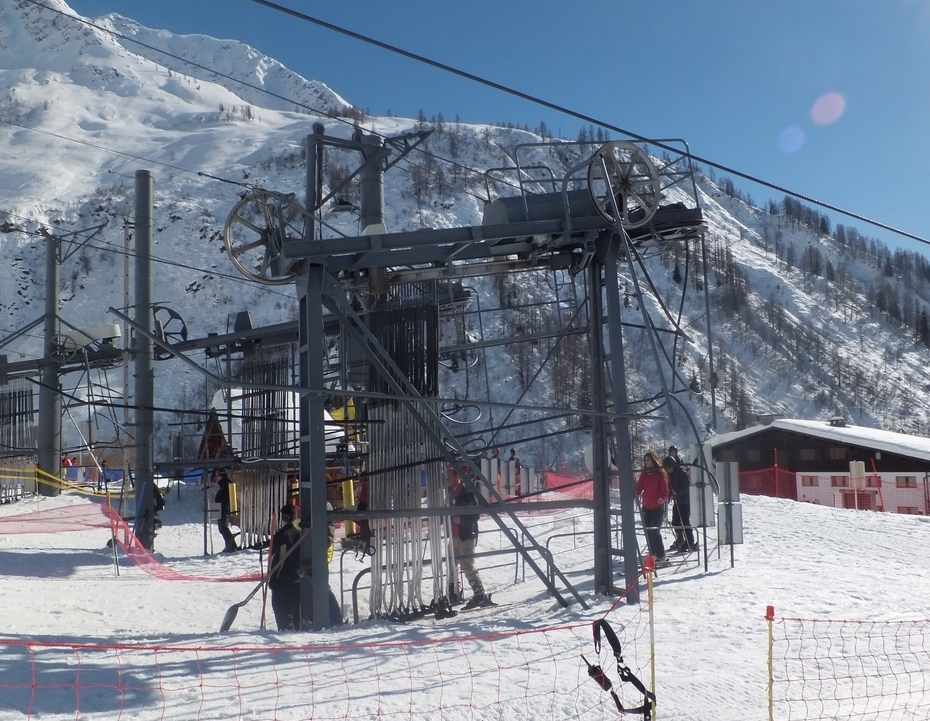
Gare T trapézoïde Montaz-Mautino
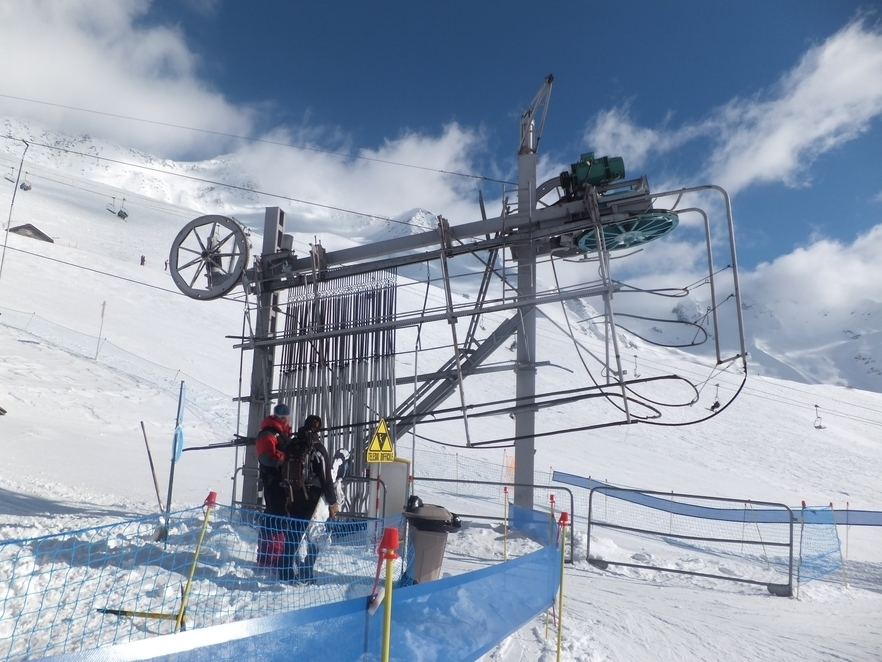
Gare H Poma
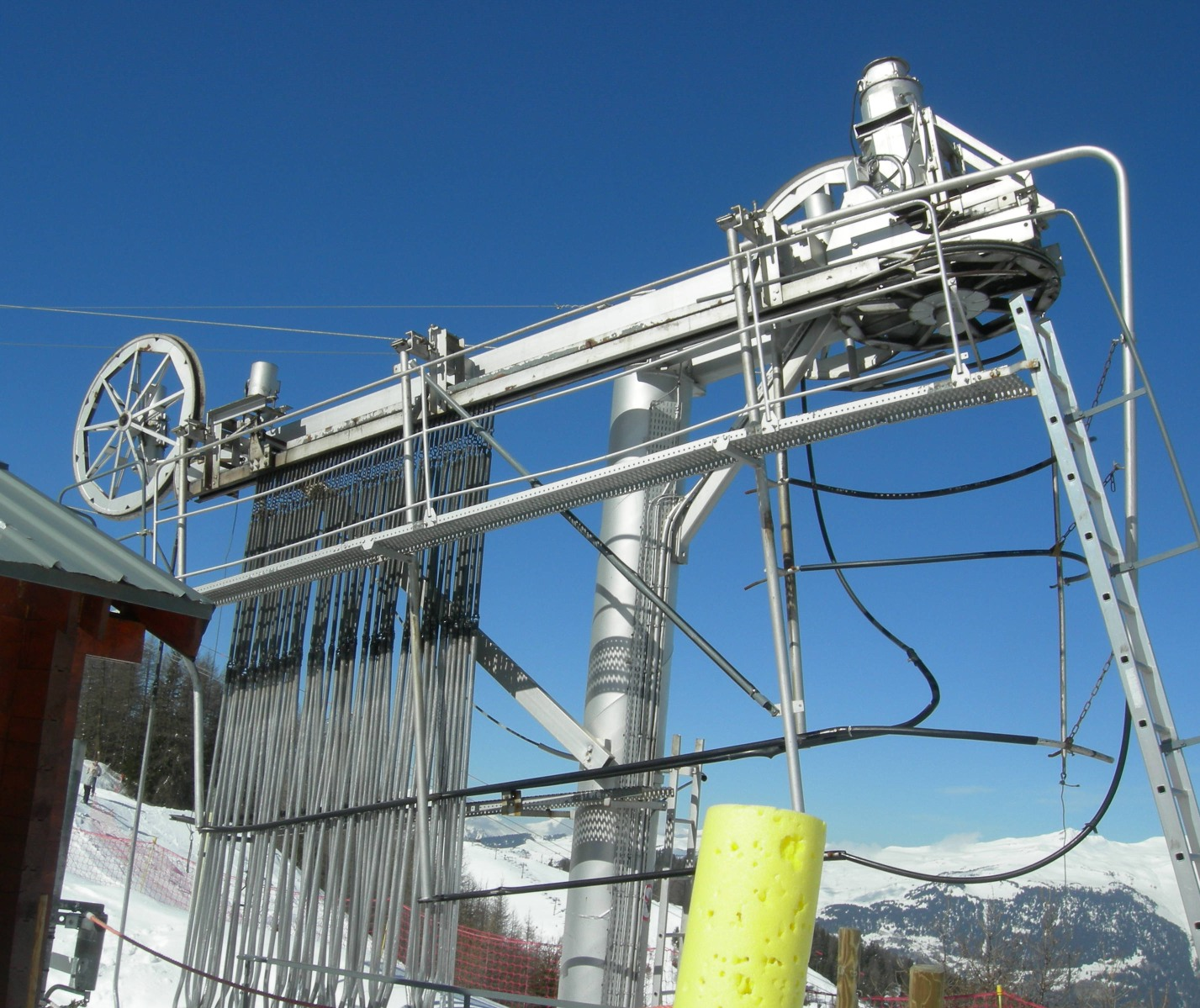
Moteur de la gare de départ
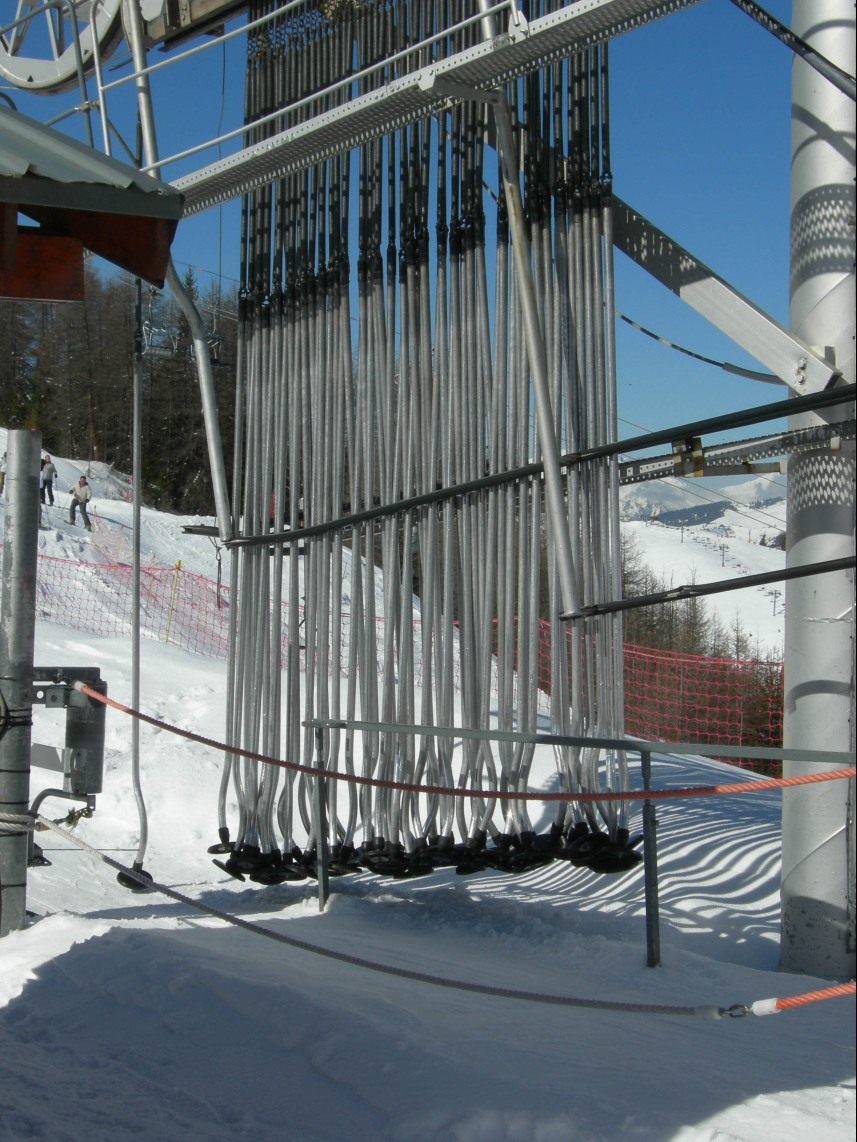
Gare de départ
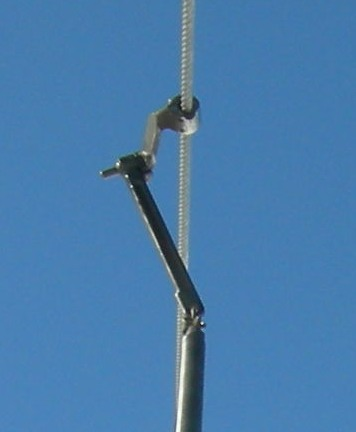
Détail du haut d'une perche
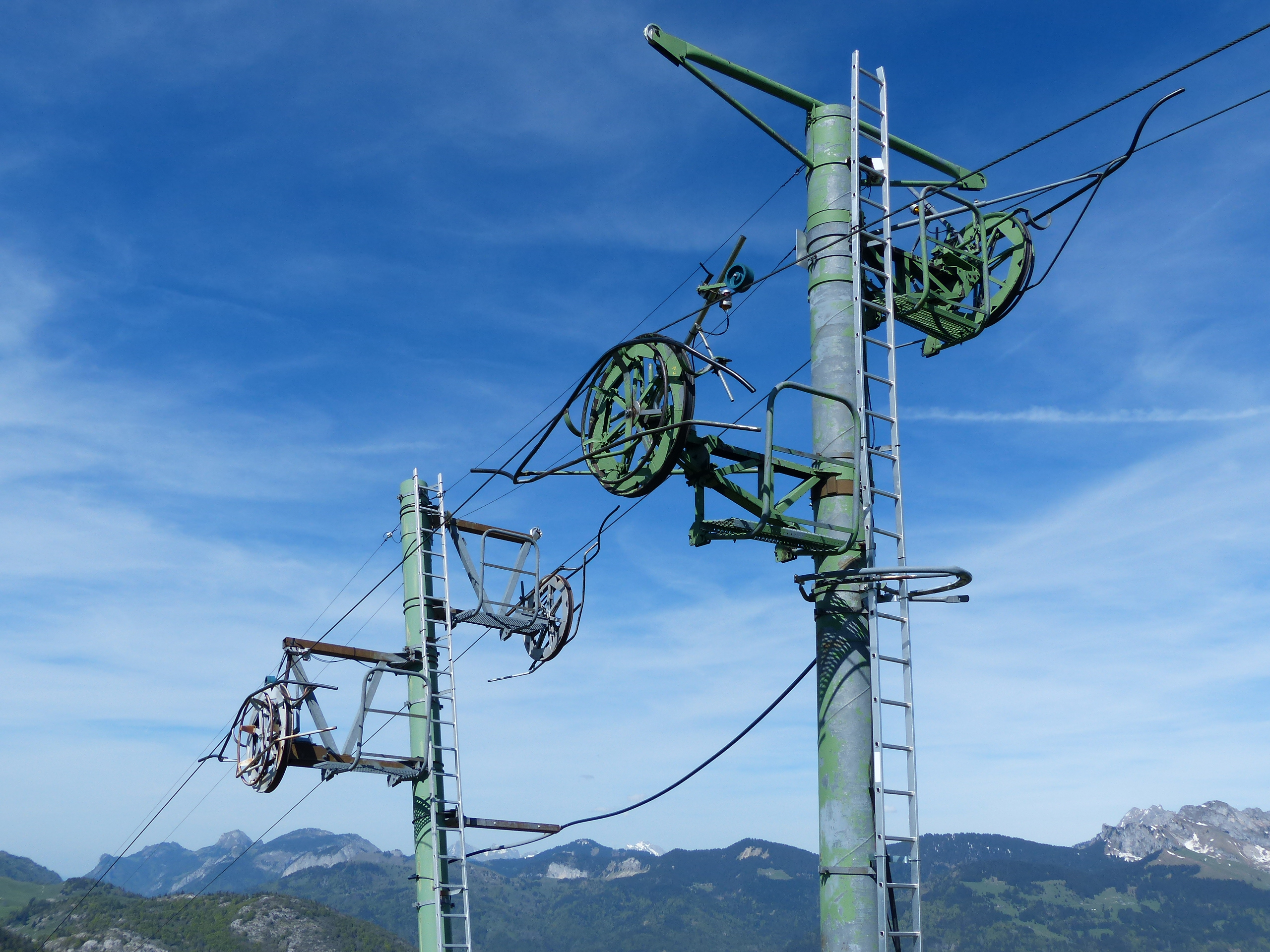
Deux pylônes support aux Brasses
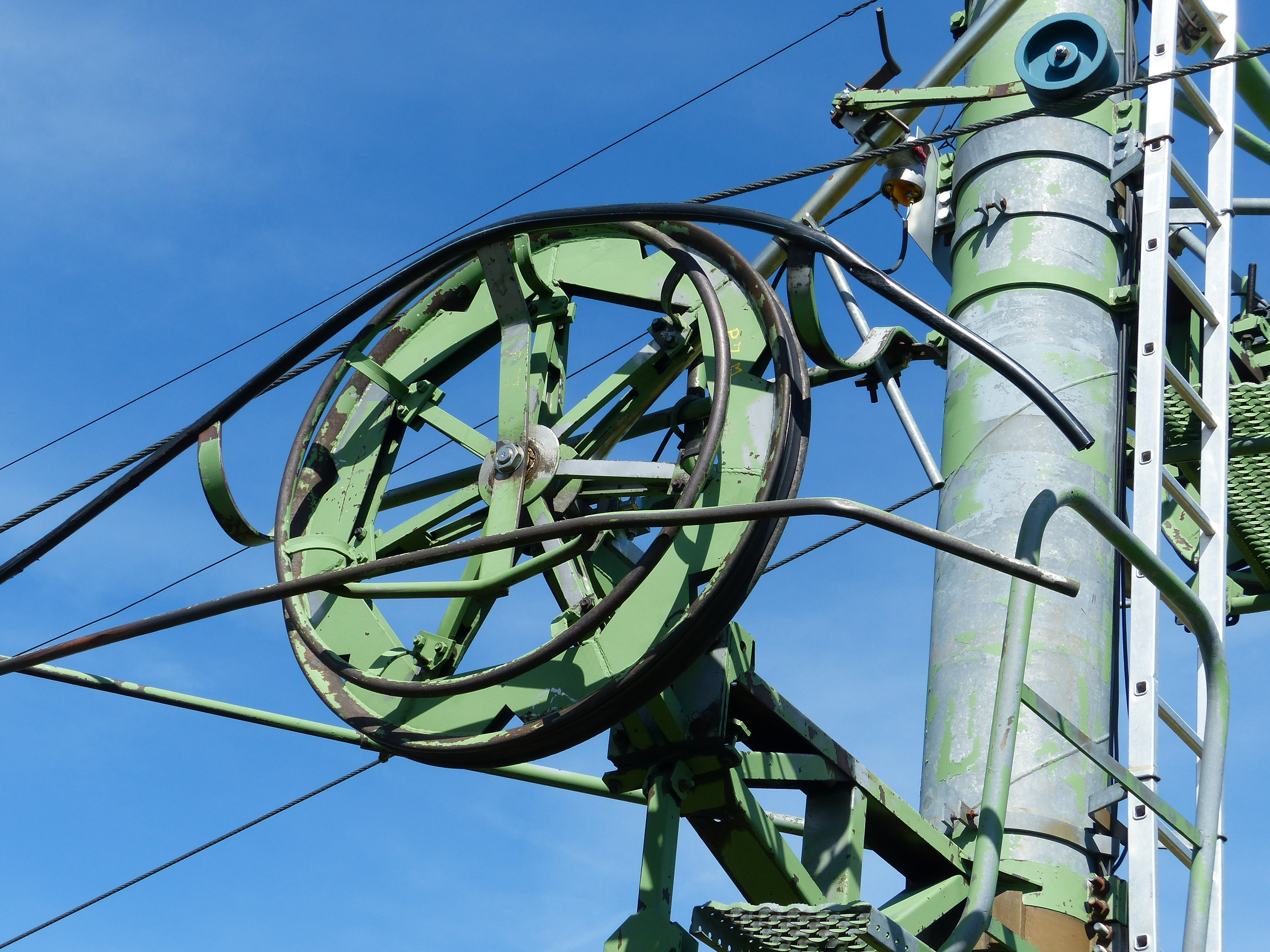
Détail du support
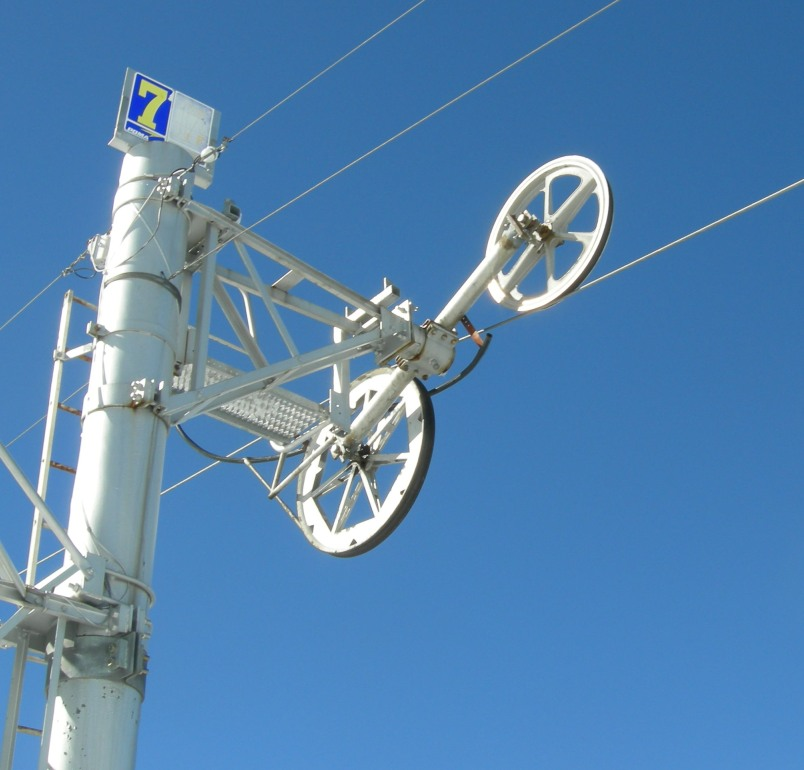
Pylône support-compressions
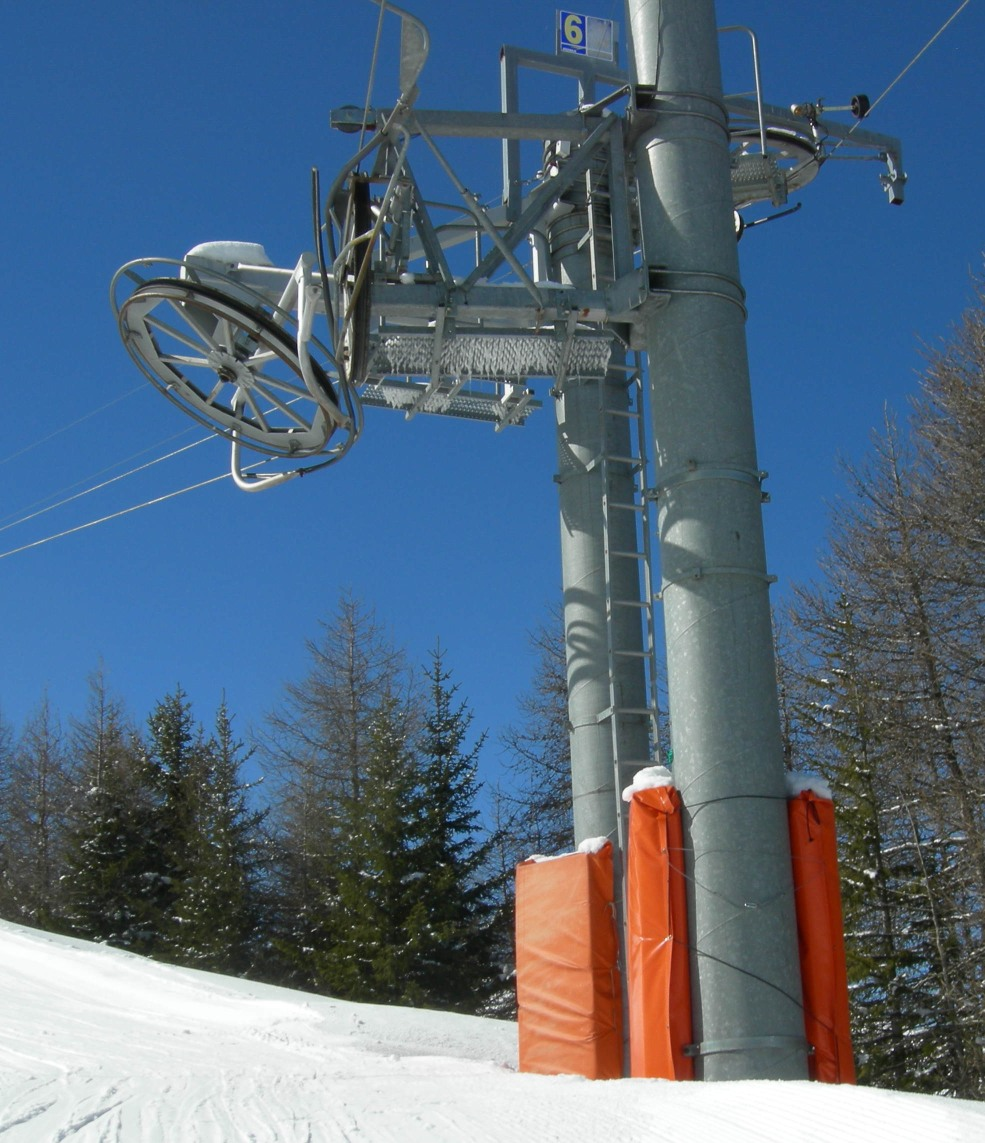
Pylône d'angle lorsque la ligne tourne
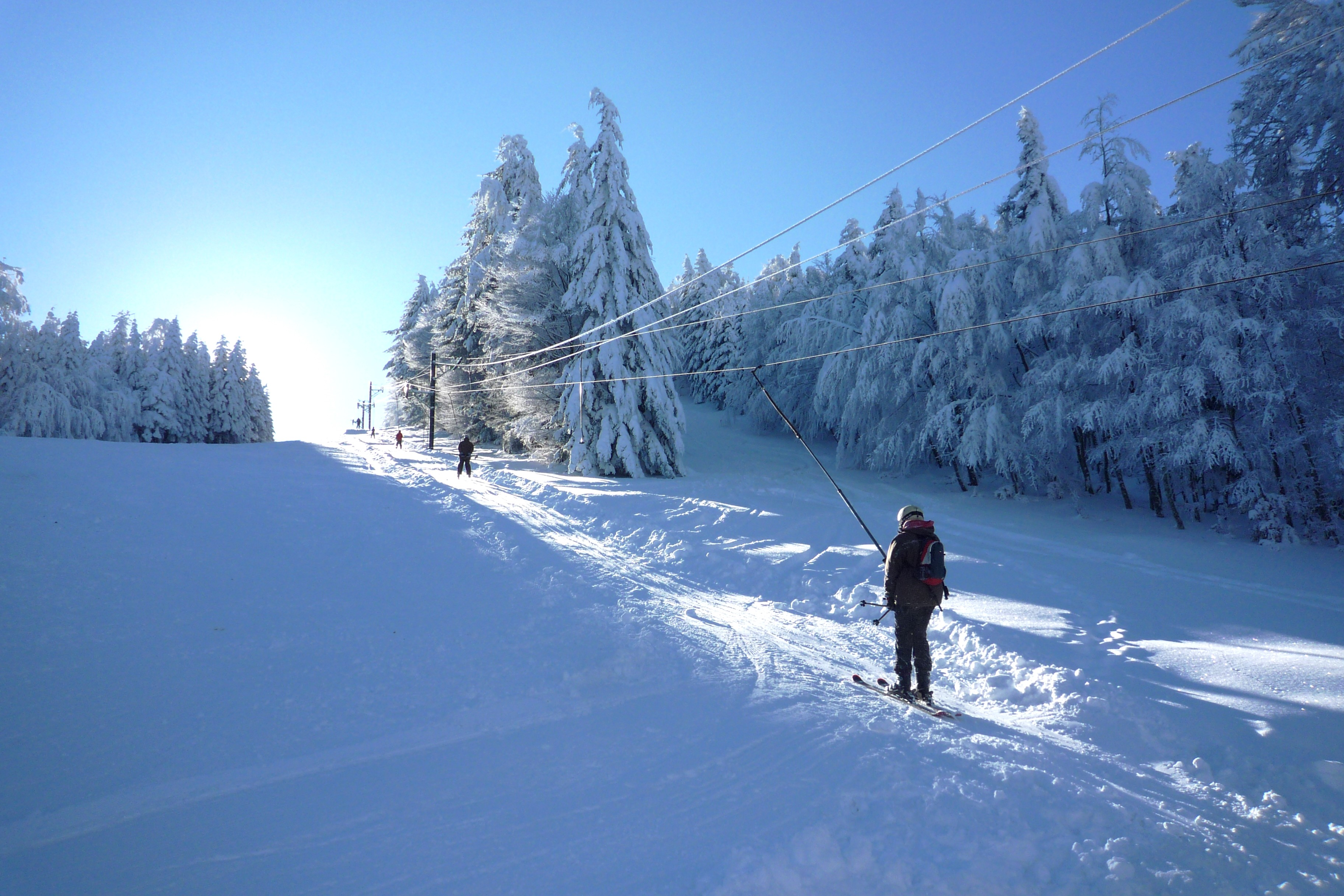
Un skieur remontant la pente à La Loge des Gardes
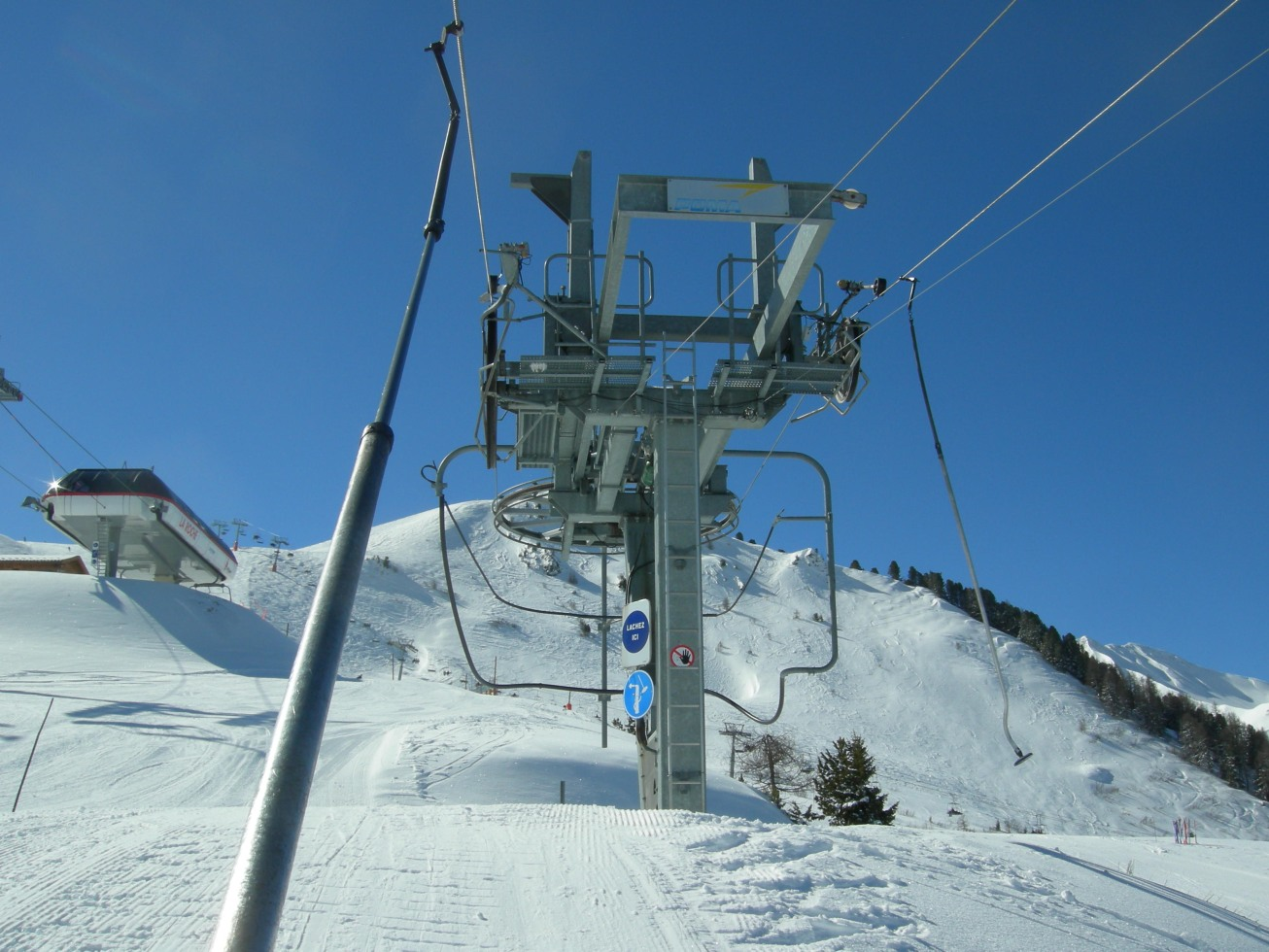
Station retour, ligne retour
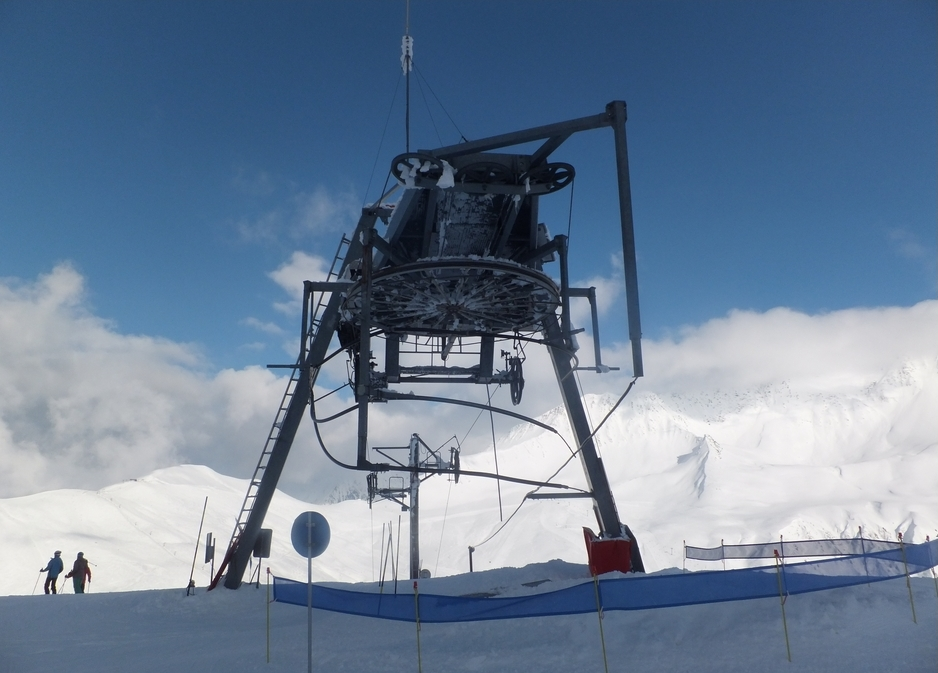
Lâcher sous poulie Montagner
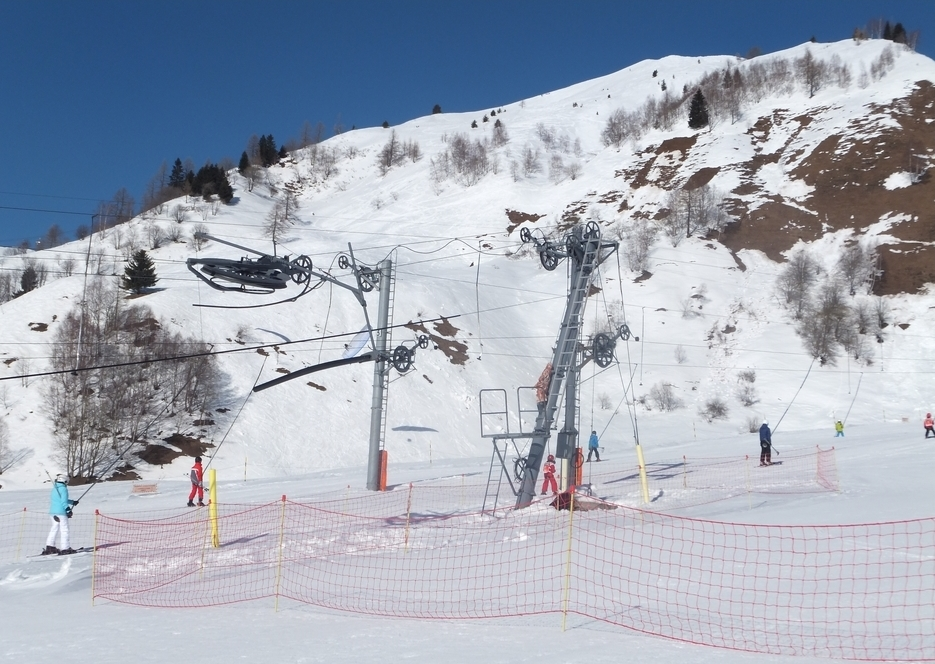
Poulie flottante, gare amont
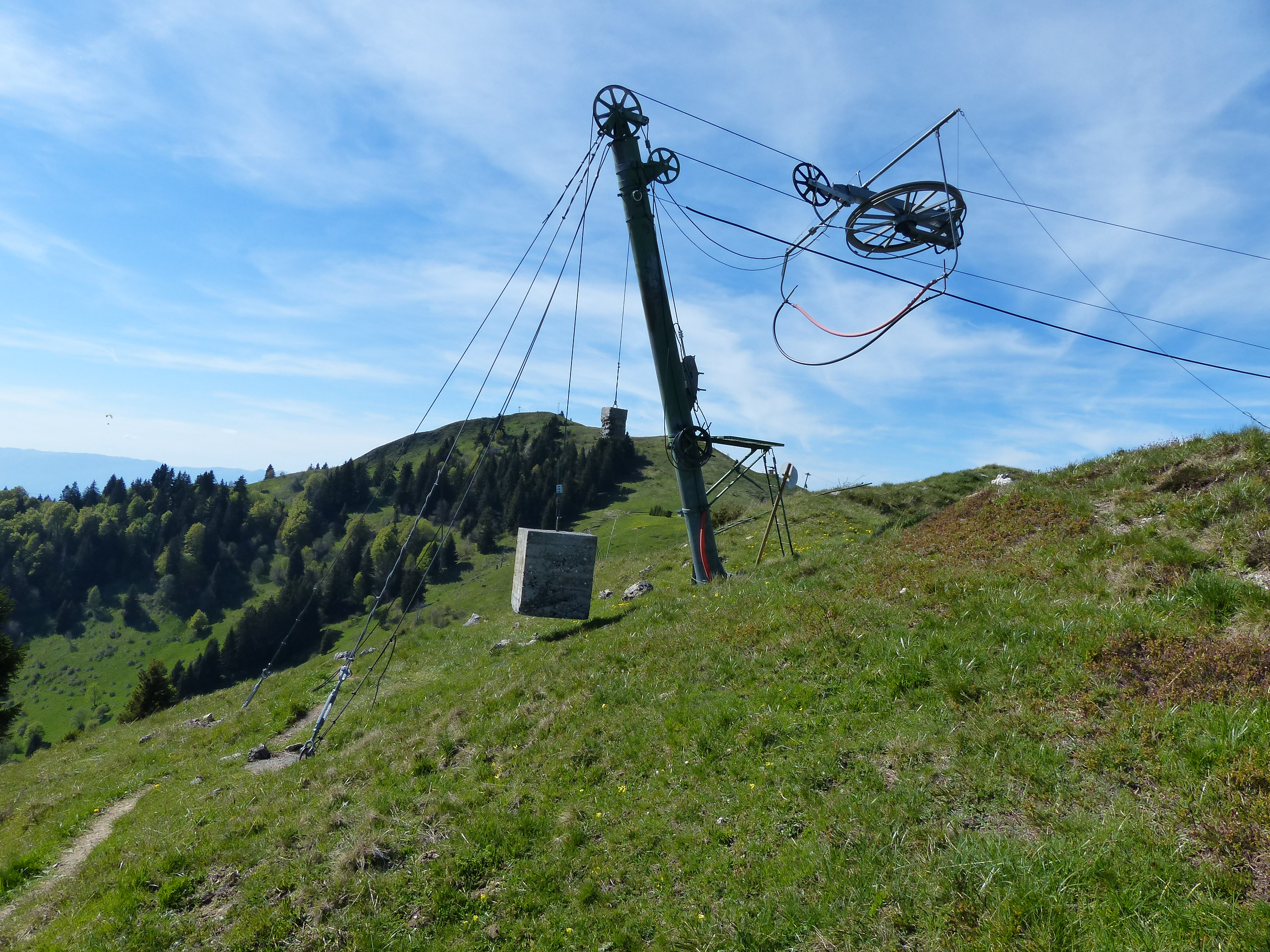
Poulie flottante, gare amont aux Brasses
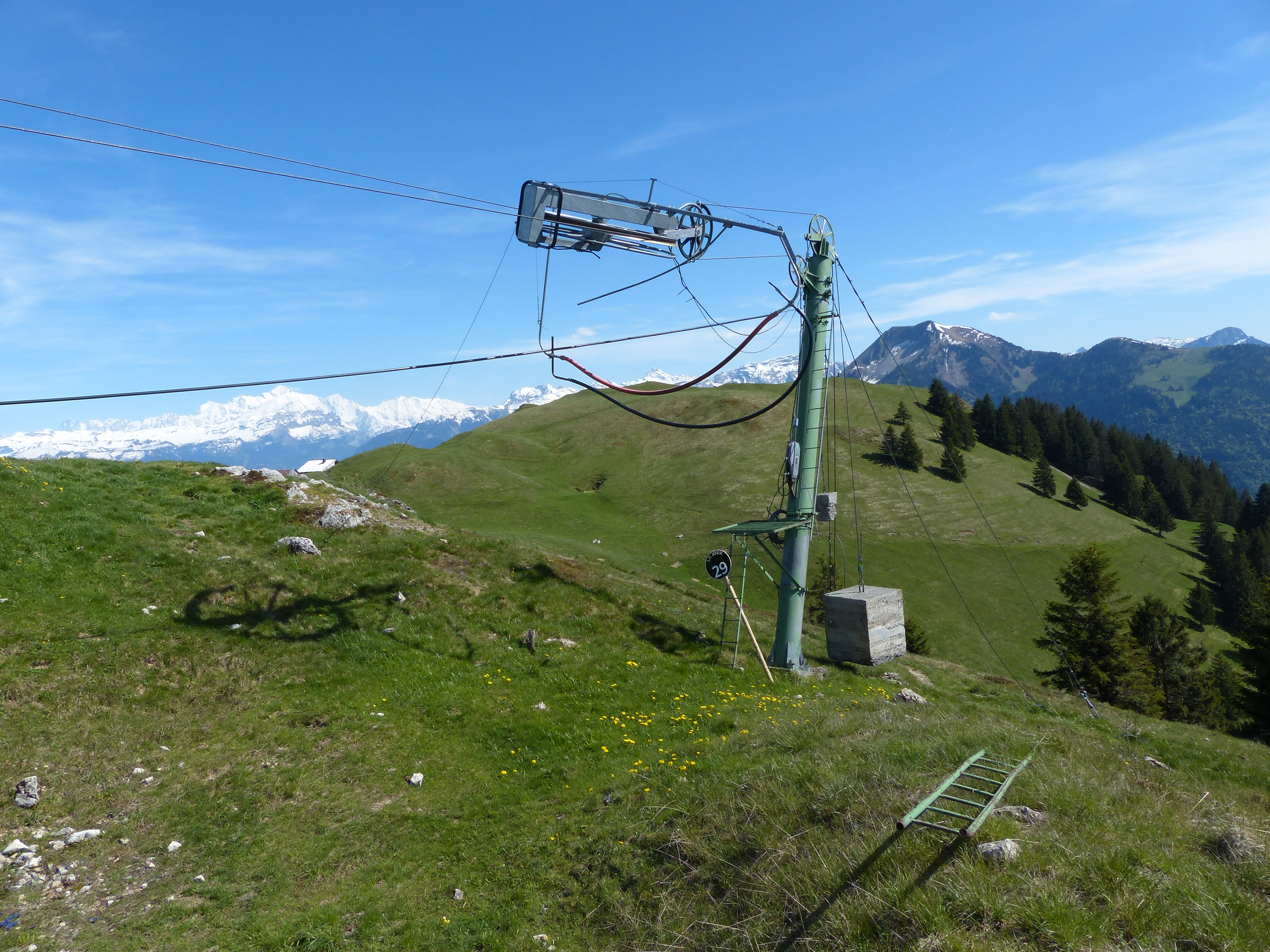
Poulie flottante, gare amont aux Brasses

## Téléski à enrouleurs
Sur un téléski à enrouleurs, les véhicules sont rendus solidaires du câble par une pince fixe. L'enrouleur est équipé d'une corde au bout de laquelle est fixée une sellette. Sous le poids du skieur à tracter la corde se déroule en douceur et s'adapte durant la montée aux variations du profil de pente.
La sellette peut être simple (rondelle) ou double (archet). La montée par deux permet d'augmenter le débit de près de 50 % mais s'avère généralement plus délicate et moins confortable, en particulier si les deux skieurs n'ont pas la même taille. Dans le langage commun, on parle communément de pioche (en France surtout), d'arbalète (en Suisse et au Québec) ou encore de T-bar (anglicisme employé au Québec) pour désigner les véhicules à archet.
Les gares de départ des remonte-pentes à enrouleurs sont plus compactes et assurent désormais généralement à la fois la motricité et la tension de la ligne.
Les avantages d'un téléski à enrouleurs sur un téléski à perches débrayables sont : un confort de trajet avec un départ doux et sans à-coup, une station aval plus compacte et moins bruyante, de grandes variations de hauteur de profil de pente et de neige (supérieur à 10 mètres), et un coût d'achat légèrement inférieur.
Les inconvénients : la prise en main de l'agrès doit s'effectuer au vol, de fait, la vitesse de ligne est légèrement inférieure, les virages de ligne sont peu pratiques à mettre en œuvre.
Le téléski à enrouleurs est la typologie de remonte-pente la plus largement répandue sur la planète.

Différents types de téléski
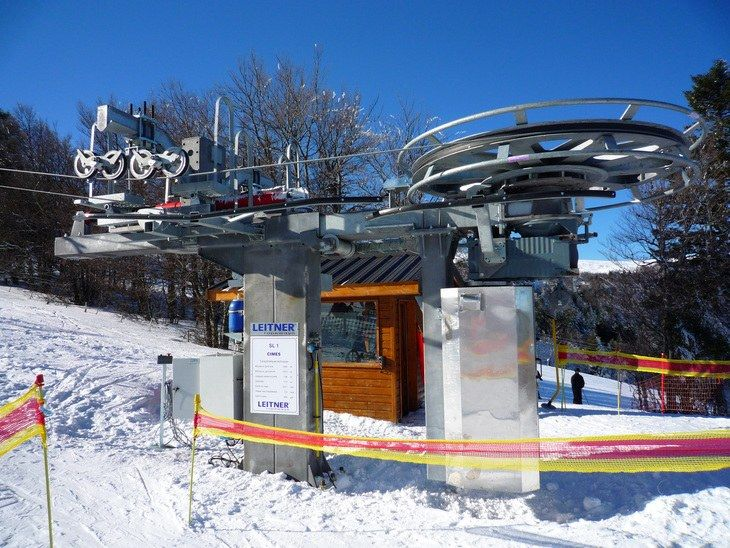
Gare de départ d'un téléski à enrouleurs moderne
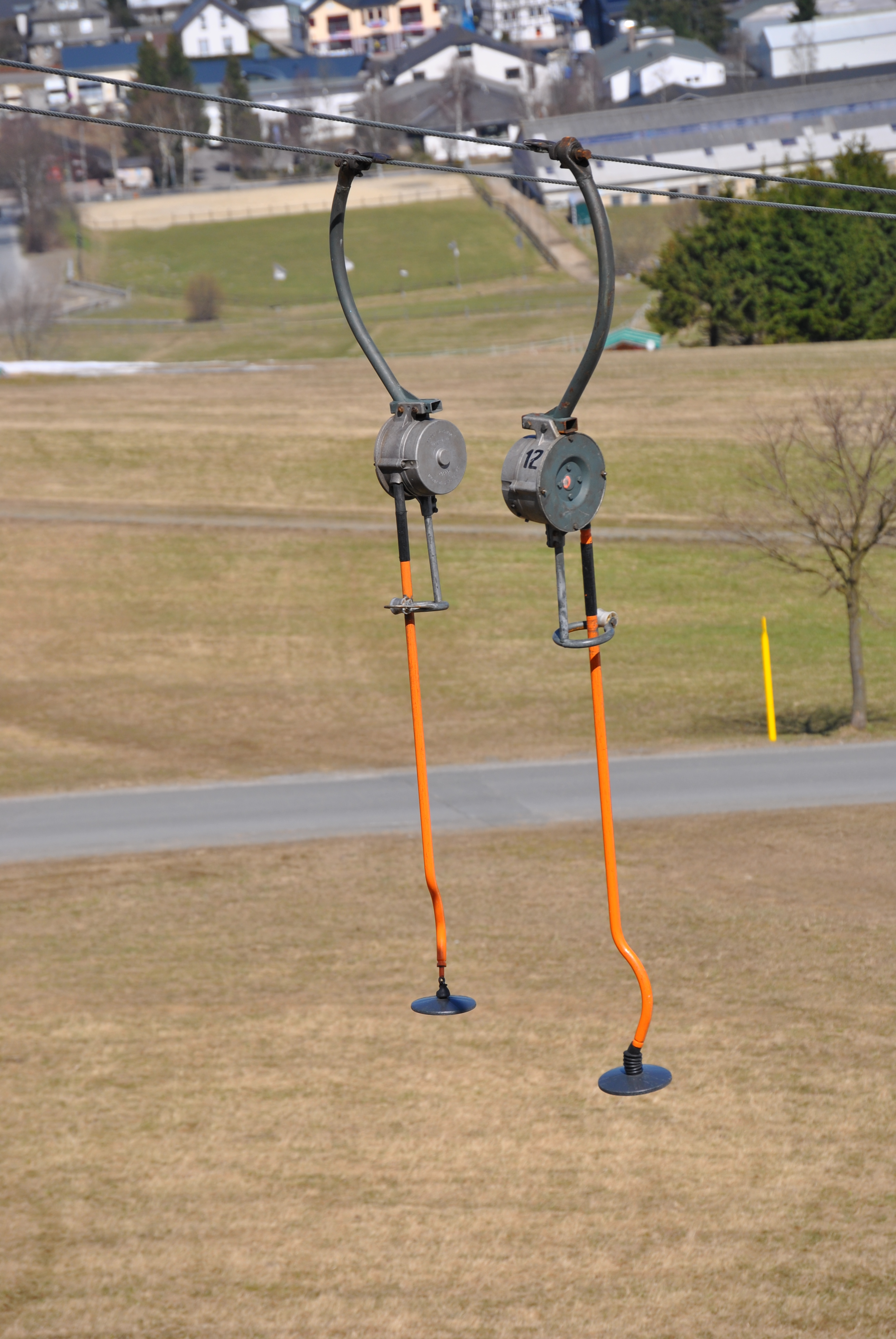
Enrouleur à agrès monoplace
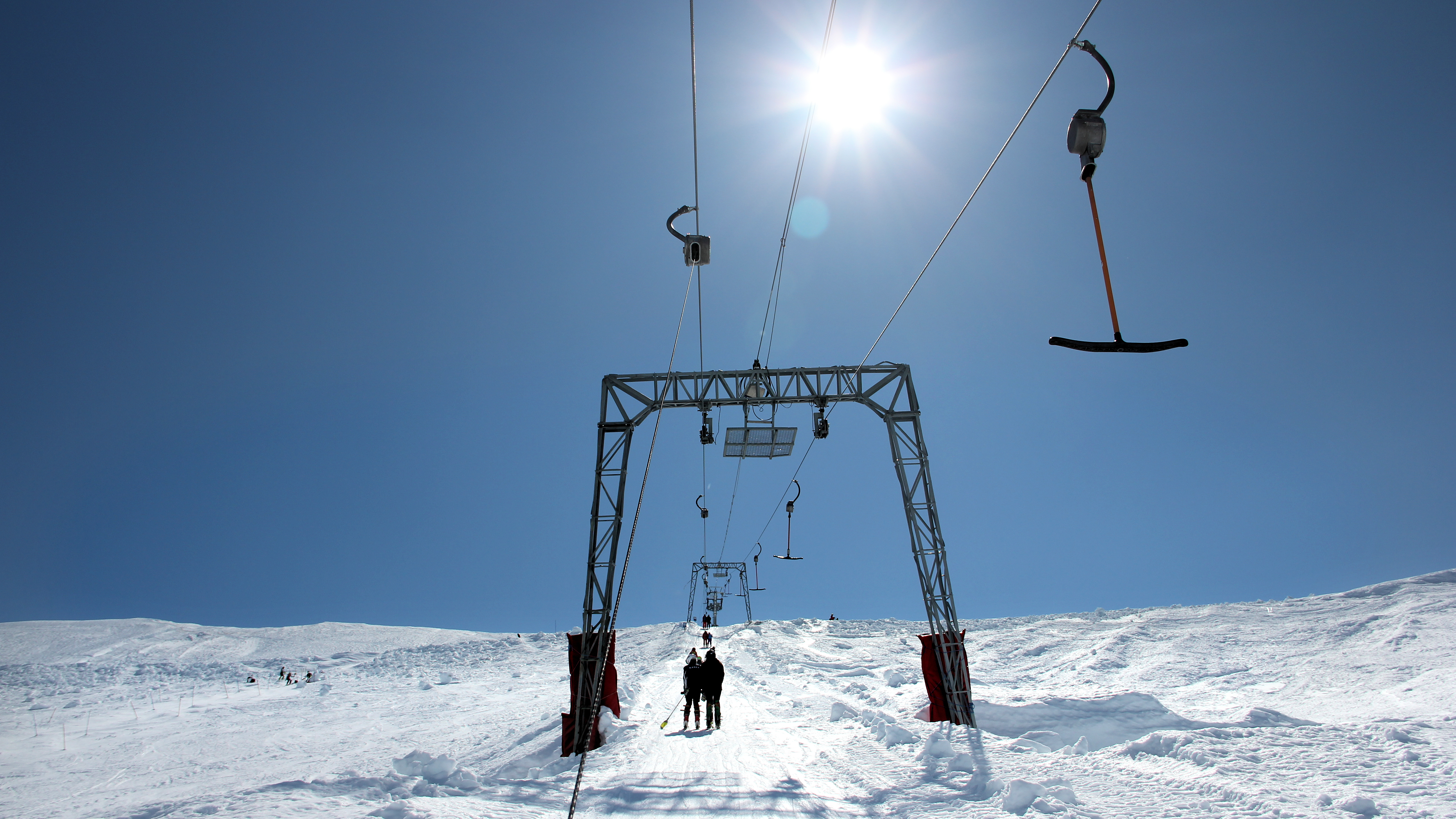
Enrouleurs à archet pouvant remonter deux skieurs
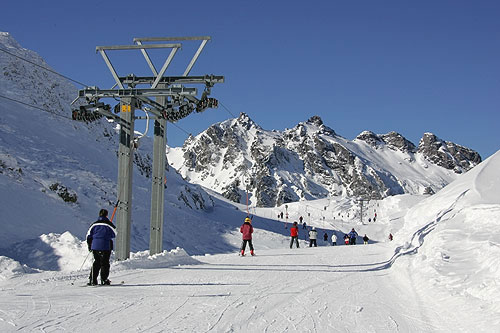
Ligne d'un téléski à enrouleurs
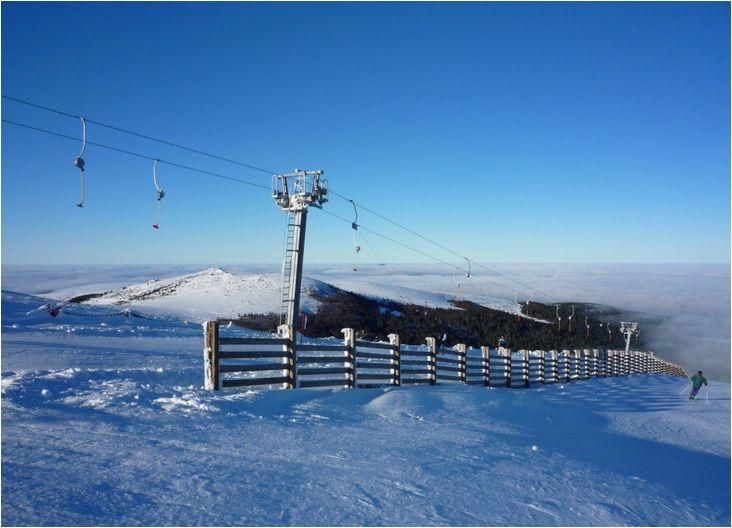
Ligne d'un téléski à enrouleurs
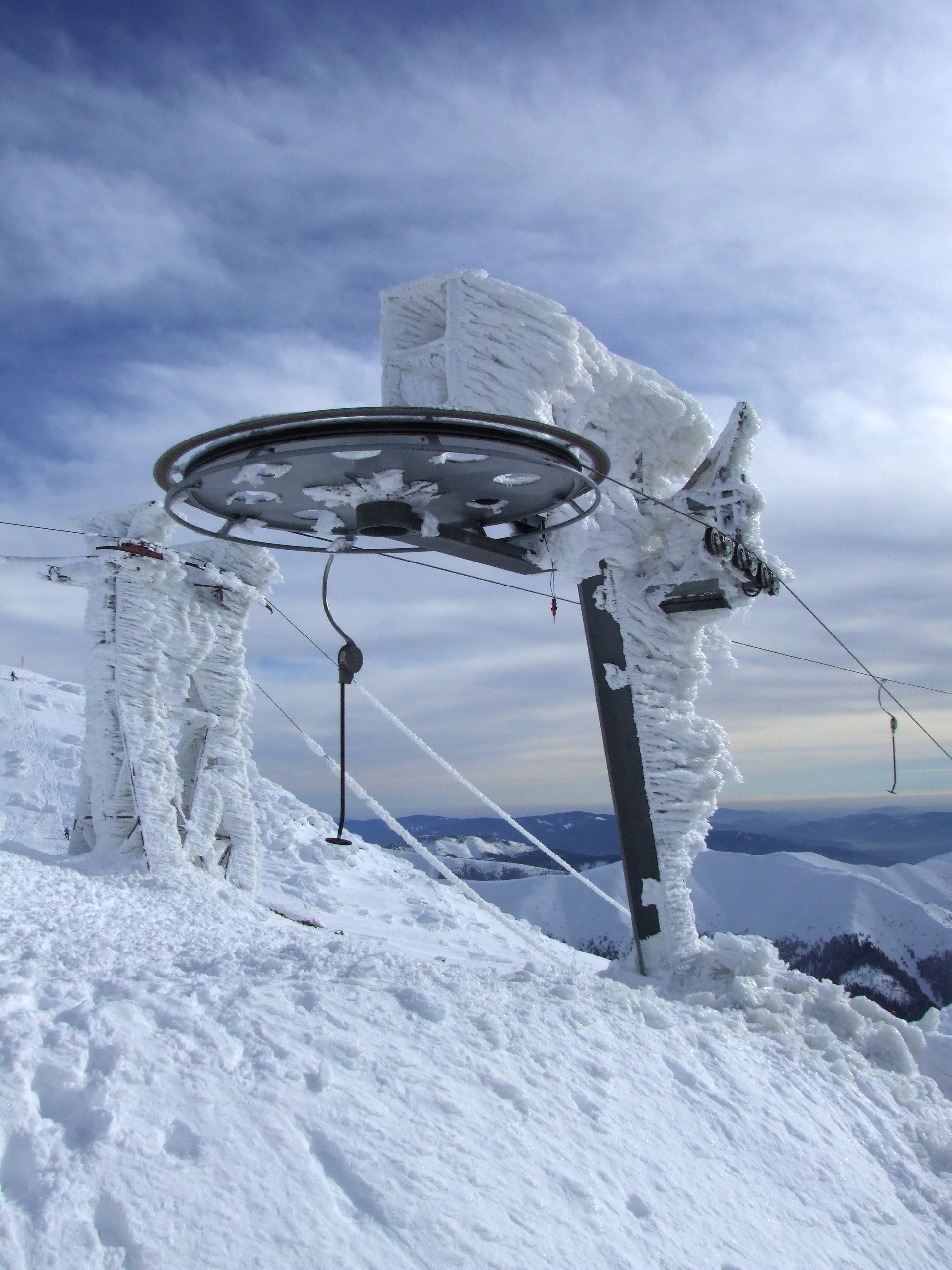
Station retour d'un téléski à enrouleurs
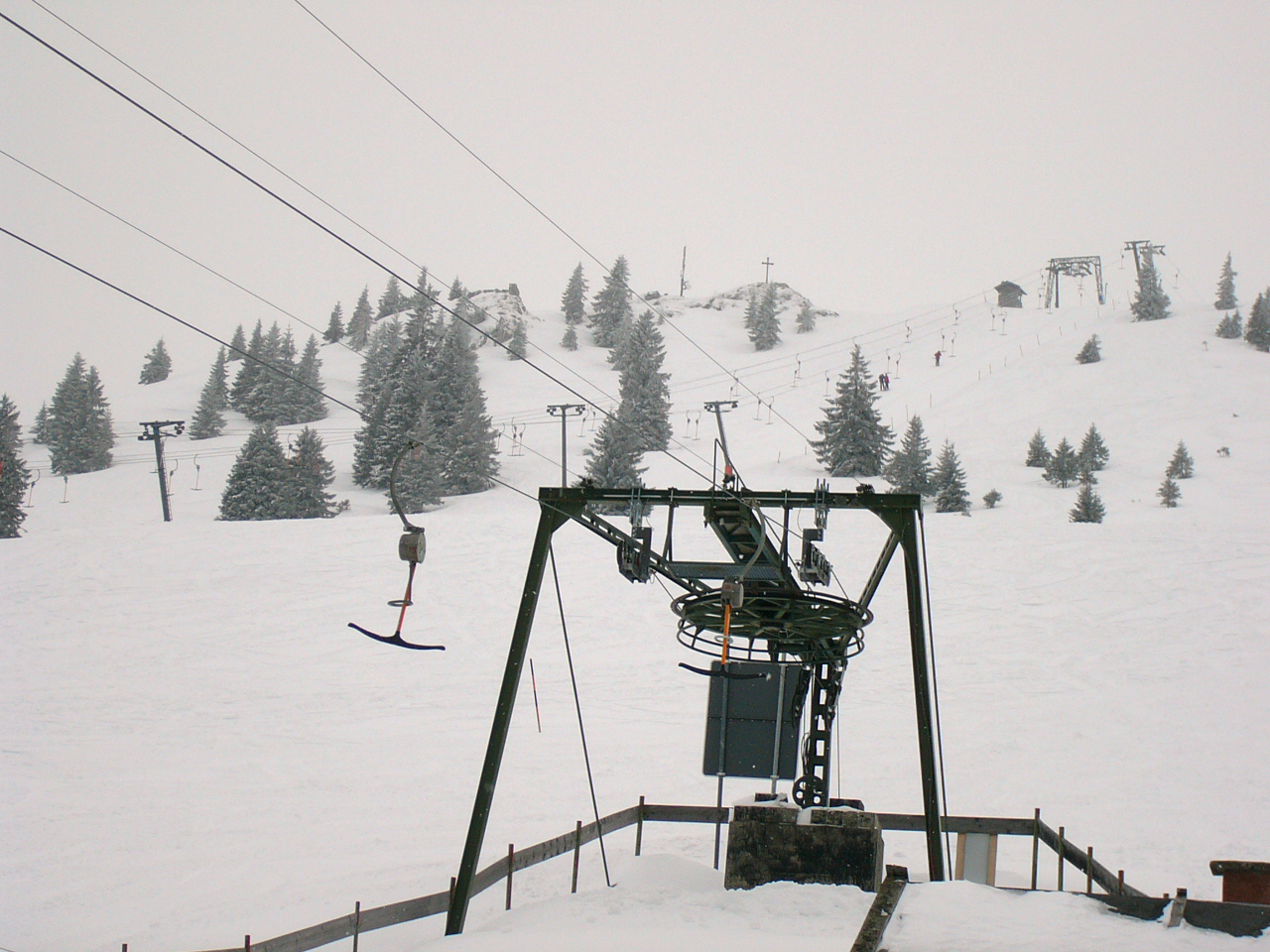
Station retour d'un téléski à enrouleurs à archet

## Autres types de téléskis

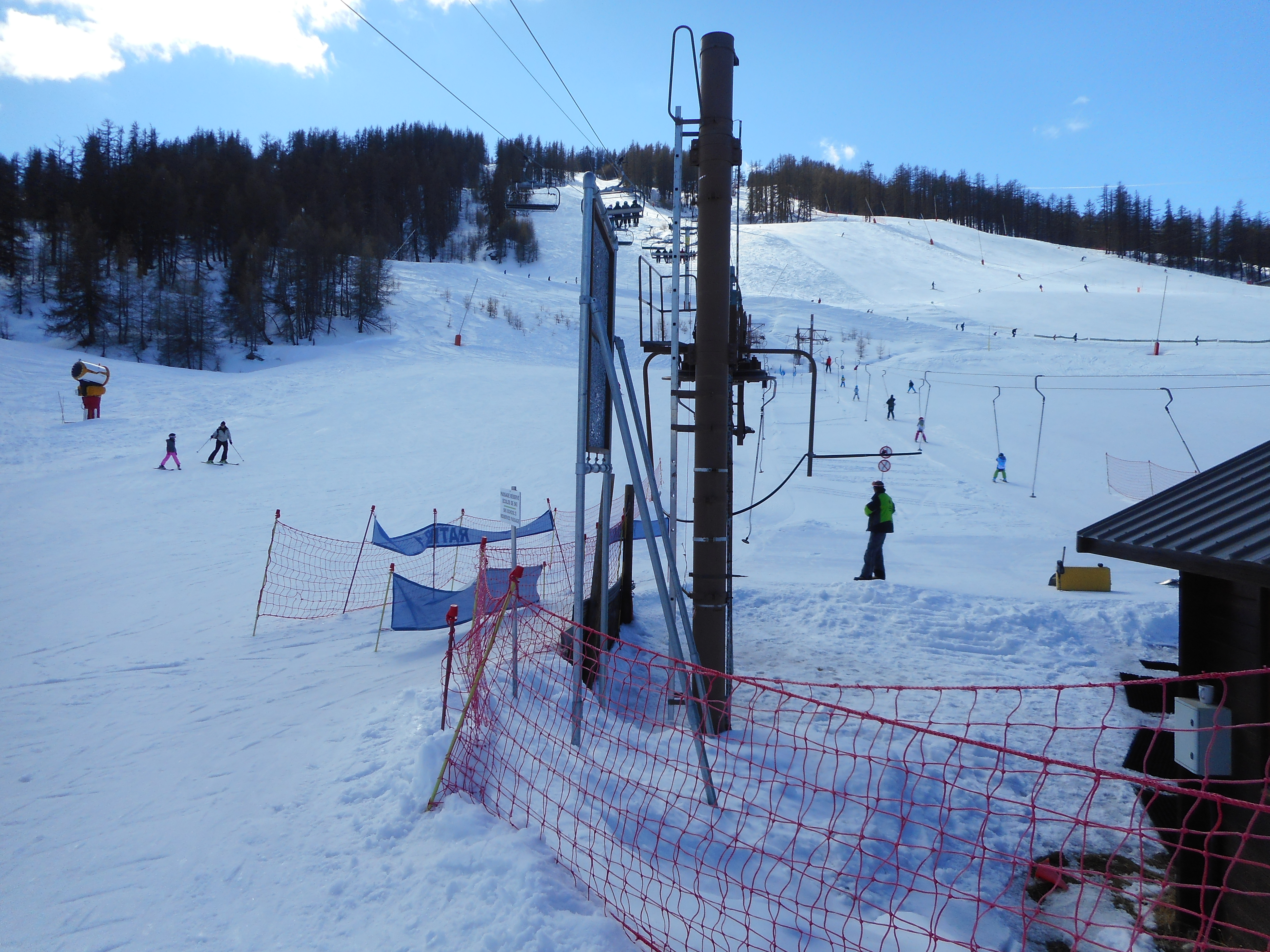
Gare de départ d'un téléski fixe.

Les téléskis à perches à destination des débutants dits « faciles » pour démarrer et suivre la piste sans chuter, ne sont pas équipés de véhicules débrayables. L'agrès reste solidaire du câble en gare aval. La vitesse de ligne est de fait peu élevée, entre 1 et 1,5 m/s, soit 3 à 5 km/h.
Il existe également des téléskis à câble bas (également appelés fil-neiges ou télécordes). Dans cette configuration, le câble circule à hauteur du buste de l'usager. Pour se faire tracter, selon l'appareil, le skieur saisi directement le câble ou des petites poignées réparties sur la ligne. Certains téléskis à corde bas sont également équipés de mini sellettes fonctionnant selon le principe d'un téléski classique fixe. Ce sont généralement des appareils très courts et démontables, à destination des débutants.
On trouve enfin quelques téléskis à va-et-vient où plusieurs sellettes (généralement quatre ou cinq) sont réparties sur une barre transversale reliée à un unique enrouleur. Les skieurs, alignés face à la pente, sont tractés ensemble jusqu'à l'arrivée de l'appareil. De là, l'enrouleur est alors redescendu en gare aval.

### Téléski nautique
Le ski nautique sur un étang, tel que ceux de la base de loisirs de Cergy-Pontoise, prend la dénomination de téléski lorsqu'il est tiré par un treuil.
Le passager, à genoux sur un knee-board ou debout sur deux skis ou un surf, s'agrippe aussi à une poignée reliée à un câble, mais qui est tiré non plus par un bateau à moteur, mais en circuit fermé par un câble horizontal semblable à celui des téléskis de montagne. La vitesse est régulière d'environ 35 km/h, en moyenne inférieure à celle d'un skieur nautique derrière un bateau, mais plus rapide et avec un départ plus brutal que celles des téléskis de montagne à perches.

## Spécificités françaises
Les téléskis sont souvent désignés par le sigle « TK » suivi du nom de la remontée.
Lorsque le parcours comporte une longue section de forte pente, soit supérieure à 50 %, ou irrégulière, conduisant à un risque de chute pour les skieurs débutants, ainsi que pour les snow-boards, un panneau triangulaire de prévention annonce en amont depuis l'arrivée de la piste, la mention « Téléski difficile ».